# Remzi Demir
Remzi Demir (geboren 1963 in Ankara) ist ein türkischer Wissenschaftshistoriker, Akademiker und Professor.

## Leben
Demir wurde 1963 in Ankara geboren.
Er besuchte das Atatürk-Gymnasium. Sein Studium an der Universität Ankara, Fakultät für Sprache und Geschichtsgeographie, Fachbereich Wissenschaftsgeschichte schloss er 1984 ab. Im akademischen Jahr 1984/85 wurde er als wissenschaftlicher Mitarbeiter an die Universität Ankara, Fakultät für Sprache und Geschichte-Geographie, Fachbereich Philosophie, Abteilung Wissenschaftsgeschichte, berufen.
Unter der Leitung von Sevim Tekeli fertigte er seine Magister- und Doktorarbeiten an: 1987 verteidigte er seine Magisterarbeit mit dem Titel Câbir İbn Eflâh'ın Islâhü'l-Majistî Adlı Eseri und 1991 verteidigte er seine Doktorarbeit mit dem Titel XVI. Yüzyılın Ünlü Astronomu Takiyüddin’in Desimal Sistemi Trigonometri ve Astronomiye Uygulaması und erhielt den Titel des Doktors. Im Jahr 1994 wurde er zum Assistenzprofessor für Wissenschaftsgeschichte ernannt; 1997 wurde er zum außerordentlichen Professor und 2003 zum Professor befördert.
Im akademischen Jahr 2001/2002 reiste er für einen neunmonatigen Forschungsurlaub nach Lausanne in die Schweiz und forschte während dieser Zeit in der Allgemeinen Bibliothek der Universität Lausanne und in lokalen Bibliotheken, insbesondere über die Einführung des französischen Gedankenguts der Aufklärung in der Türkei.
Zwischen 2006 und 2008 war er Leiter der Abteilung für Wissenschaftsgeschichte und trug zur Organisation verschiedener wissenschaftlicher Veranstaltungen wie Kongresse, Symposien, Workshops und Konferenzen im Bereich der Wissenschaftsgeschichte bei. Er war eine Zeit lang Leiter des Fachbereichs Philosophie und vier Semester lang Mitglied des Verwaltungsrats der Fakultät.
Zurzeit arbeitet er an der Fakultät für Sprachen, Geschichte und Geographie, Fachbereich Philosophie, Fachbereich Wissenschaftsgeschichte. Seine Forschungsschwerpunkte sind die Geschichte der türkischen Wissenschaft in der osmanischen Zeit und die Geschichte der türkischen Philosophie.
Remzi Demirs übersetzte Artikel wurden seit 1992 in Zeitschriften, Geschenkbüchern und Enzyklopädien wie Science and Philosophy Texts, Universität Ankara, Fakultät für Sprachen und Geschichte-Geographie, Forschungsjournal, Belleten, Erdem, Bilim ve Teknik, Belleten, Cumhuriyet Bilim-Teknik, Osmanlı, Universität Ankara, Theologische Fakultät Zeitschrift, Nüsha, Politik denken (Geschichte der Wissenschaft), Universität, Zeitschrift des Forschungs- und Anwendungszentrums für osmanische Geschichte (OTAM – Osmanlı Tarihi Araştırma ve Uygulama Merkezi), Bilim ve Ütopya, Kutadgubilig usw. veröffentlicht.

## Publikationen
- 1999: Bilim Tarihine Giriş
- 1999: Türk Aydınlanması ve Voltaire, Geleneksel Düşünceden Kopuş
- 2000: Takiyüddîn’de Matematik ve Astronomi
- 2001: Osmanlılar’da Bilimsel Düşüncenin Yapısı
- 2001: Bilim Tarihi Kılavuzu, Buluşlar ve Yapıtlar
- 2003: Türkiye’de Bilim Tarihi Araştırmalarının Dünü ve Bugünü, Ankara Üniversitesi Dil ve Tarih-Coğrafya Fakültesi, Bilim Tarihi Anabilim Dalı’nda Yapılan Çalışmalar
- 2005: Philosophia Ottomanica, Osmanlı İmparatorluğu Dönemi’nde Türk Felsefesi, Eski Felsefe (Band 1)
- 2005: Philosophia Ottomanica, Osmanlı İmparatorluğu Dönemi’nde Türk Felsefesi, Eski İle Yeni Felsefe Arasında (Band 2)
- 2007: Philosophia Ottomanica, Osmanlı İmparatorluğu Dönemi’nde Türk Felsefesi, Yeni Felsefe  (Band 3)
- 2008: Dil ve Tarih-Coğrafya Fakültesi ve Türkiye’de Beşerî Bilimlerin Yeniden İnşası, Elli Portre
- 2008: Aydın Sayılı
- 2010: Tantalos’un Çocukları, Cumhuriyet Dönemi’nde Bilim ve Tekniğe Genel Bir Bakış
- 2012: Osmanlılar’da Bilim ve Teknoloji, Fatih Sultan Mehmed Devrine Kadar (Band 1)
- 2014: Bilim Kültürü  (2014)

| Personendaten    | Personendaten                      |
| ---------------- | ---------------------------------- |
| NAME             | Demir, Remzi                       |
| KURZBESCHREIBUNG | türkischer Wissenschaftshistoriker |
| GEBURTSDATUM     | 1963                               |
| GEBURTSORT       | Ankara, Türkei                     |